# Anatomie du chien

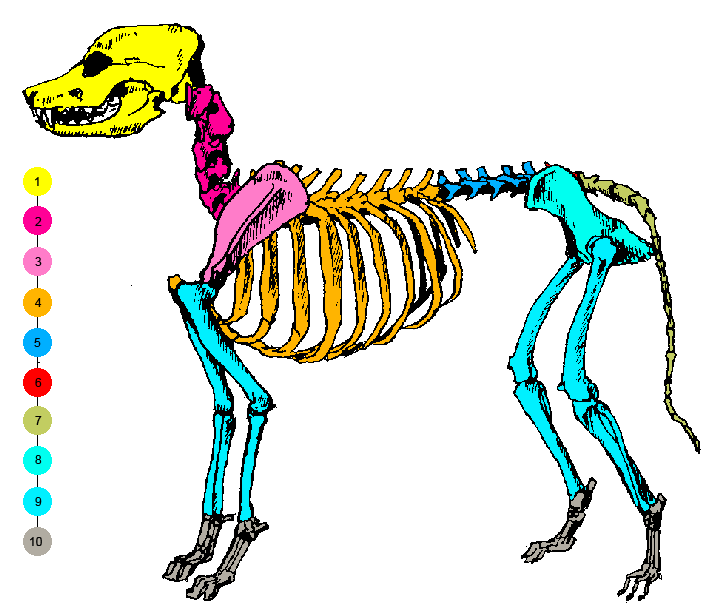
Squelette du chien : (1) Crâne, (2) vertèbres cervicales, (3) omoplate, (4) cage thoracique, (5) vertèbres lombaires, (6), sacrum, (7) vertèbres caudales, (8) bassin osseux, (9) radius et cubitus (pattes avant), tibia et péroné (pattes arrière), (10) carpe et métacarpe (pattes avant), tarse et métatarse (pattes arrière).

L’anatomie du chien décrit la morphologie des structures externes et internes du chien et les principales propriétés de ces structures osseuses et musculaires.  La domestication du chien en a multiplié le nombre de races dont la morphologie externe diffère fortement, depuis le plus petit chien au monde, le chihuahua, au plus grand, l'Irish wolfhound⁣⁣. Cette variabilité phénotypique morphologique externe étant la plus importante dans le monde des animaux sauvages et domestiques.  À l'inverse, l'anatomie interne reste sensiblement la même pour toutes les races.  Les juges prennent notamment en compte ces critères morphologiques faisant partie du standard des races lors des concours canins.

## Caractéristiques morphologiques générales

### Les différentes parties du corps du chien

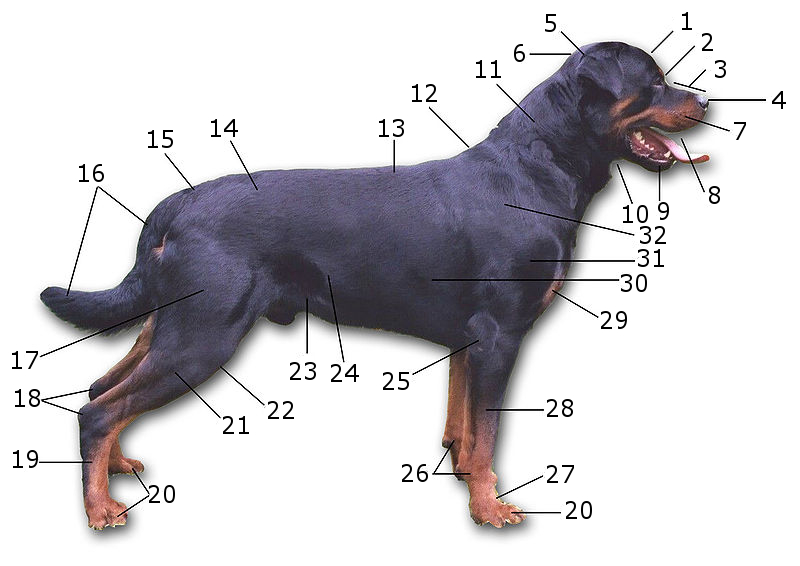
Morphologie externe (topographie) d'un chien.

Le corps du chien est découpé en trois régions, l’avant-train (tête, encolure, membres antérieurs), le corps (dos, rein, cage thoracique, abdomen) et l’arrière-train (croupe, membres postérieurs, queue), régions elles-mêmes divisées en :
- 1/ Front
- 2/ Stop
- 3/ Museau ou chanfrein
- 4/ Truffe
- 5/ Oreille
- 6/ Nuque
- 7/ Babines (lèvres)
- 8/ Gueule
- 9/ Mandibule
- 10/ Gorge
- 11/ Cou ou encolure
- 12/ Garrot
- 13/ Dos
- 14/ Rein
- 15/ Croupe
- 16/ Queue ou fouet
- 17/ Cuisse
- 18/ Pointe de jarret
- 19/ Jarret
- 20/ Doigts
- 21/ Jambe
- 22/ Grasset (genou)
- 23/ Aine
- 24/ Abdomen
- 25/ Coude
- 26/ Carpe (poignet)
- 27/ Métacarpe
- 28/ Avant-bras
- 29/ Poitrail (poitrine)
- 30/ Flanc
- 31/ Épaule (l'épaule du chien est reliée au reste du corps par des muscles, le chien n'a pas de clavicule).
- 32/ Pointe de l'épaule (omoplate)

### Types morphologiques
Une classification morphologique se fonde sur les proportions corporelles :
- type médioligne : formes équilibrées, stop marqué, lignes de chanfrein et de front égales et parallèles (Setter, Épagneul, Malinois, berger de Beauce ou de Brie).
- type bréviligne ou brachymorphe : proportions trapues, stop très marqué, ligne de chanfrein plus courte que celle du front (molosses, Pékinois, Bouledogue français).
- type longiligne : formes étirées et sveltes avec de longues pattes, stop effacé, ligne de chanfrein très longue (Colleys, terriers)

Une autre classification prend en compte les profils de la tête, :
- profils rectilignes : front et chanfrein parallèles, stop plus ou moins marqué (Setters, Braques, Malinois, Épagneuls).
- profils convexilignes : front plus ou moins convexe, chanfrein abaissé dans son prolongement, stop très effacé (Bull terrier, Bedlington terrier ).
- profils concavilignes : stop très prononcé, face plus ou moins refoulée, crâne bombé (Boxer, Bouledogues).

En 1817, Georges Cuvier établit une classification dont le cynologue Jean Pierre Mégnin conserve les grandes lignes en adoptant les termes suivants sur les caractères morphologiques de la tête et du corps :
- Chien braccoïde
- Chien graïoïde
- Chien lupoïde
- Chien molossoïde

## Caractéristiques particulières

### Tête

#### Types céphaliques
On reconnaît chez les chiens trois grands types céphaliques :
- dolichocéphale : tête étroite et allongée (type Doberman, Lévriers…), plus de deux fois plus longue que large.
- mésocéphale : tête de longueur et largeur moyenne chez 75 % des chiens (type Labrador, Berger allemand).
- brachycéphale : tête courte et proportionnellement large (type Pékinois, Boxer, Bulldog) fréquemment associé à une occlusion en articulé inversé.

#### Dents

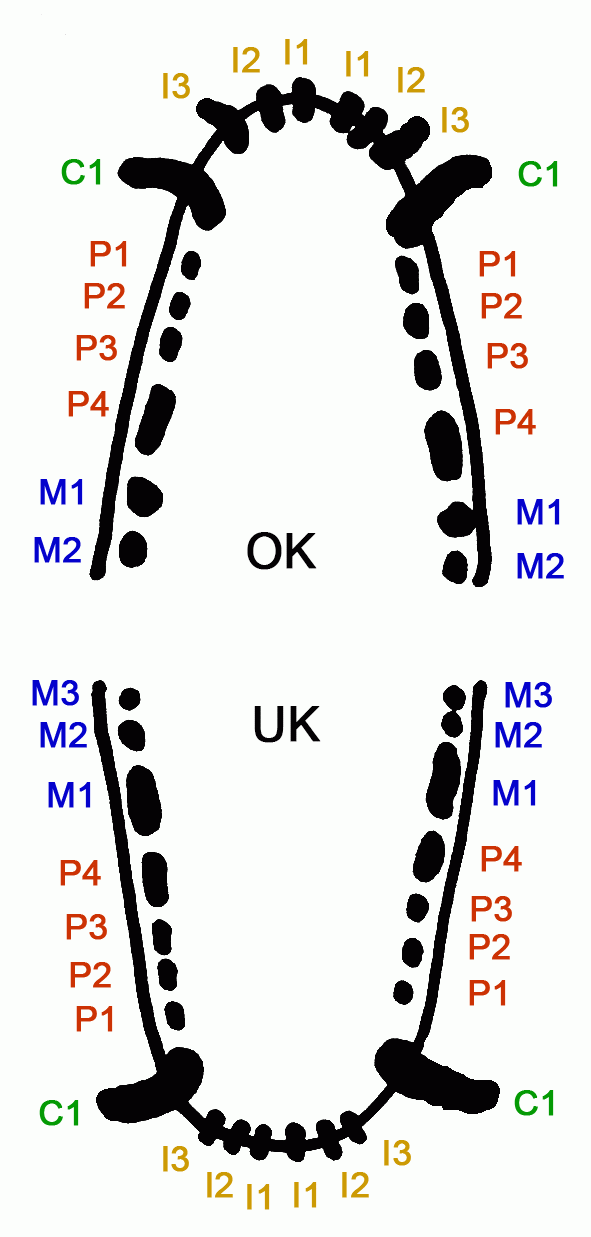
Formule dentaire.

La dentition lactéale ou déciduale (= dent de lait) du chiot se compose de 28 dents (6 incisives, 2 canines et 3 prémolaires sur chaque mâchoire). La formule dentaire du chien adulte, dite dentition permanente (42 dents), est par demi-mâchoire : I: 3/3 C : 1/1 P : 4/4 M : 2/3 (3 incisives, 1 canine, 4 prémolaires, 2 molaires sur la demi-mâchoire supérieure, 3 sur l'inférieure).
Les incisives centrales sont appelées « pinces », les deux suivantes « mitoyennes », les dernières latérales nommées « coins ». Les canines sont également appelées crocs.

#### Faces
Les caractéristiques des faces et des extrémités de la tête sont utilisées pour la détermination du standard des races :
- Face supérieure : région cranio-frontale (forme et profil) ; stop ou cassure fronto-nasale (forme et profil), angle cranio-facial (évaluation en degrés) ; museau ou chanfrein (forme, profil, longueur, largeur).
- Face inférieure : région du maxillaire inférieur (forme, profil, développement, régularité) ; région parotidienne.
- Face latérales : oreilles (attaches, forme, grandeur, longueur, direction, port dressé, semi-tombant ou tombant), arcades sourcilières, yeux (forme, position, couleur), paupières (forme, direction, pigmentation), angle axio-oculaire ou palpébro-oculaire (évaluation en degrés), joues (forme, profil), angle axio-latéro-facial (évaluation en degrés)
- Extrémités : lèvres (forme, profil, épaisseur, laxité), dents, langue (pigmentation), nez (forme, profil, position, direction, couleur), empreinte nasale, palais (voûte et crêtes palatines, empreintes palatines), crête occipitale (forme, profil), nuque.

La position de la mâchoire est également un élément caractéristique. Un chien prognathe a une mâchoire supérieure ou inférieure vers l'avant. La prognathie désigne plus spécifiquement la mâchoire inférieure qui avance sur la mâchoire supérieure (chien dit « grignard ») lorsqu'elle s'oppose à l'agnathie ou la rétrognathie avec la mâchoire supérieure qui avance sur la mâchoire inférieure (chien dit « bégu » ou à « mâchoire de porc », « de cochon »).
L'ectrognathie est l'absence de mâchoire supérieure à la naissance, la brachygnathie correspond à une mâchoire anormalement courte.

#### Œil

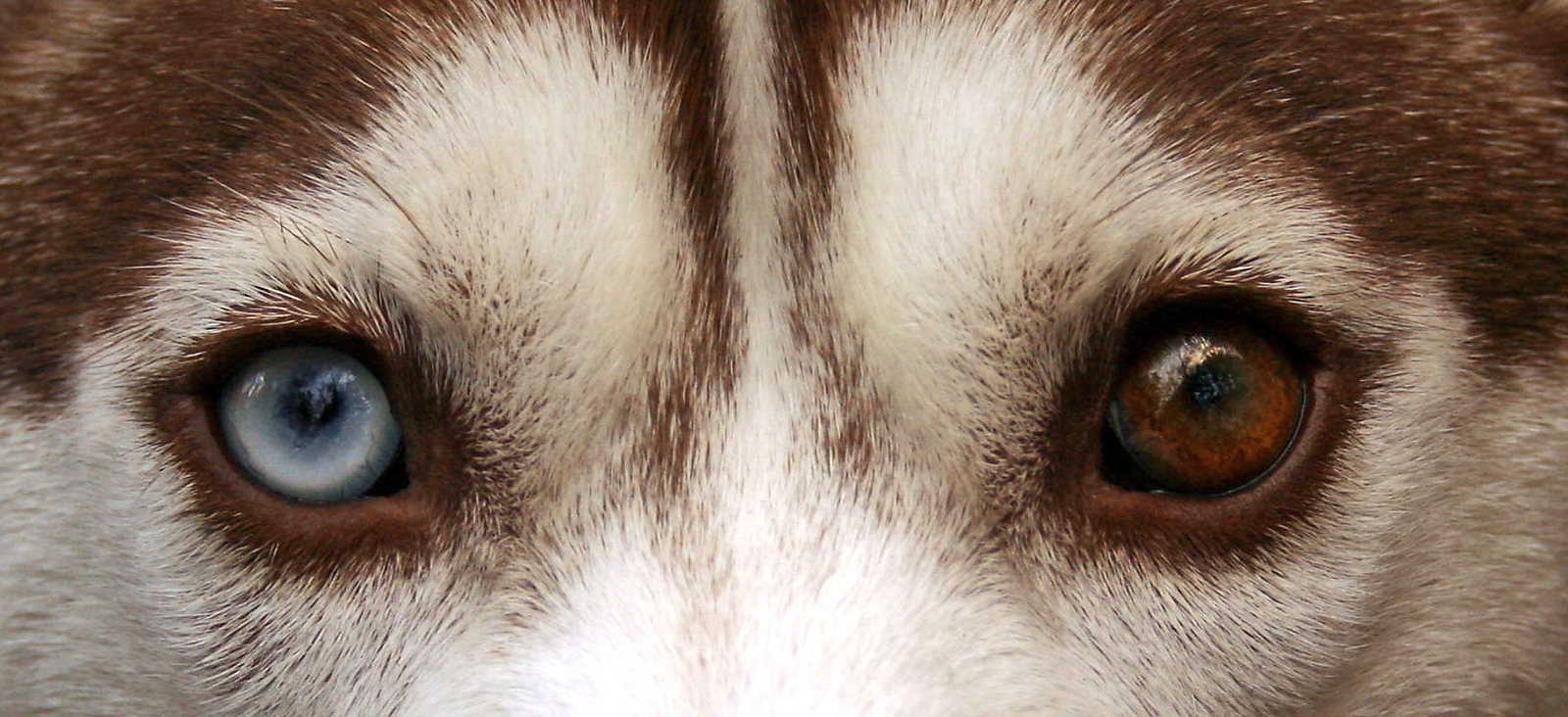
Husky de Sibérie aux yeux vairons.

L'anatomie de l'œil du chien n’est pas très différente de celle de l’œil humain. La forme de l'œil est ronde ou en amande. La couleur de l'iris, déterminée par la présence d'un pigment, la mélanine, est généralement jaunâtre ou brunâtre (bleue chez certains huskys). Le pourcentage bâtonnets / cônes de la rétine est supérieur chez le chien par rapport à l'homme, ce qui lui donne une meilleure vision nocturne (favorisée en plus par le tapetum lucidum) mais une moins bonne perception des couleurs. Il est moins sensible aux détails du relief mais son champ visuel est 50 % supérieur à celui de l'homme. L'œil du chien est protégé par une membrane nictitante normalement pas visible, sauf en cas de mauvaise santé ou condition physique,.
Le globe oculaire du chien est volumineux tandis que sa cavité orbitaire est proportionnellement réduite, d'où une tendance à l'exorbitation.

### Pattes

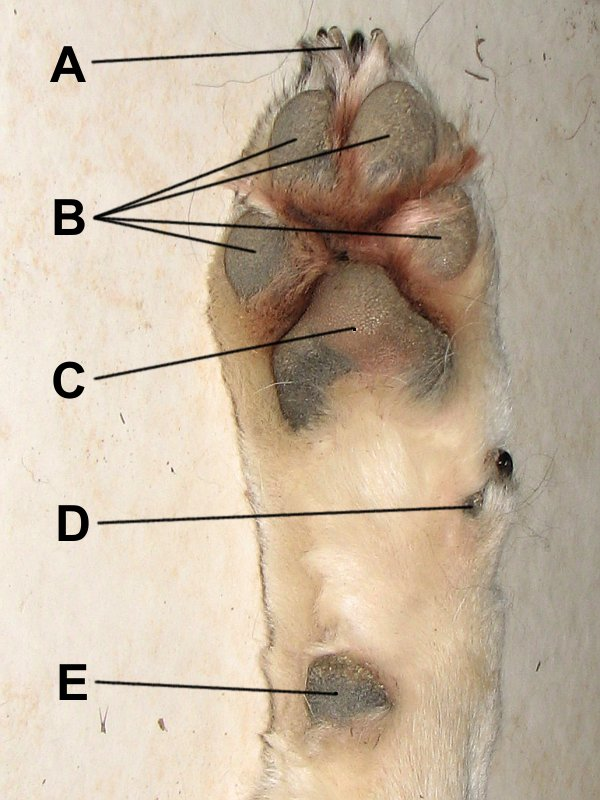
Griffes (A) et coussinets du chien : B/ digités. C/ palmaire. D/ de l'ergot. E/ carpien

Le chien est digitigrade, ses pattes ne reposent au sol que par leur troisième phalange. Les membres antérieurs comportent cinq doigts, dont l'un, le pouce, nommé ergot, est atrophié et ne touche pas le sol. Les postérieurs en comptent généralement quatre, l'ergot n'existant que chez certaines races mais pouvant être double chez quelques bergers (beauceron, briard). Ces doigts, appelés aussi orteils, se terminent par des griffes incurvées, aplaties latéralement, et légèrement rétractiles et sont soutenus par des coussinets plantaires (tubercules fibro-graisseux élastiques recouverts de callosités dermiques à fonction protectrice, amortissante et isolante) qui contiennent de nombreuses terminaisons nerveuses et glandes sudoripares. En plus des cinq coussinets digités des orteils (dont le coussinet de l'ergot), chaque patte comporte un coussinet palmaire soutenant le métacarpe à la base des orteils et un coussinet carpien (appelé aussi tubercule carpien) permettant au chien de ne pas déraper lorsqu’il retombe au sol après un saut. Le coussinet carpien et celui de l'ergot se sont atrophiés au cours de l'évolution des canidés, les ancêtres du chien comme les Creodonta ou les Cynodictis étaient plantigrades puis semi-plantigrades, le passage à la digitigradie se caractérisant par la perte de la fonction de ces deux structures.
Les juges des concours canins prennent en compte la qualité des aplombs, c'est-à-dire la direction générale des membres. Les principaux défauts d'aplomb sont : lorsque les pieds et les membres sont tournés en dedans, le chien est dit « cagneux » ; lorsque les pieds et les membres sont tournés en dehors, il est dit « cagnard » ; lorsque ses membres sont trop rapprochés, il est dit « serré ».

## Système digestif
Les organes qui composent le système digestif canin sont :
- Bouche
- Langue
- Œsophage
- Estomac
- Foie
- Pancréas
- Gros intestin
- Intestin grêle
- Rectum
- Anus

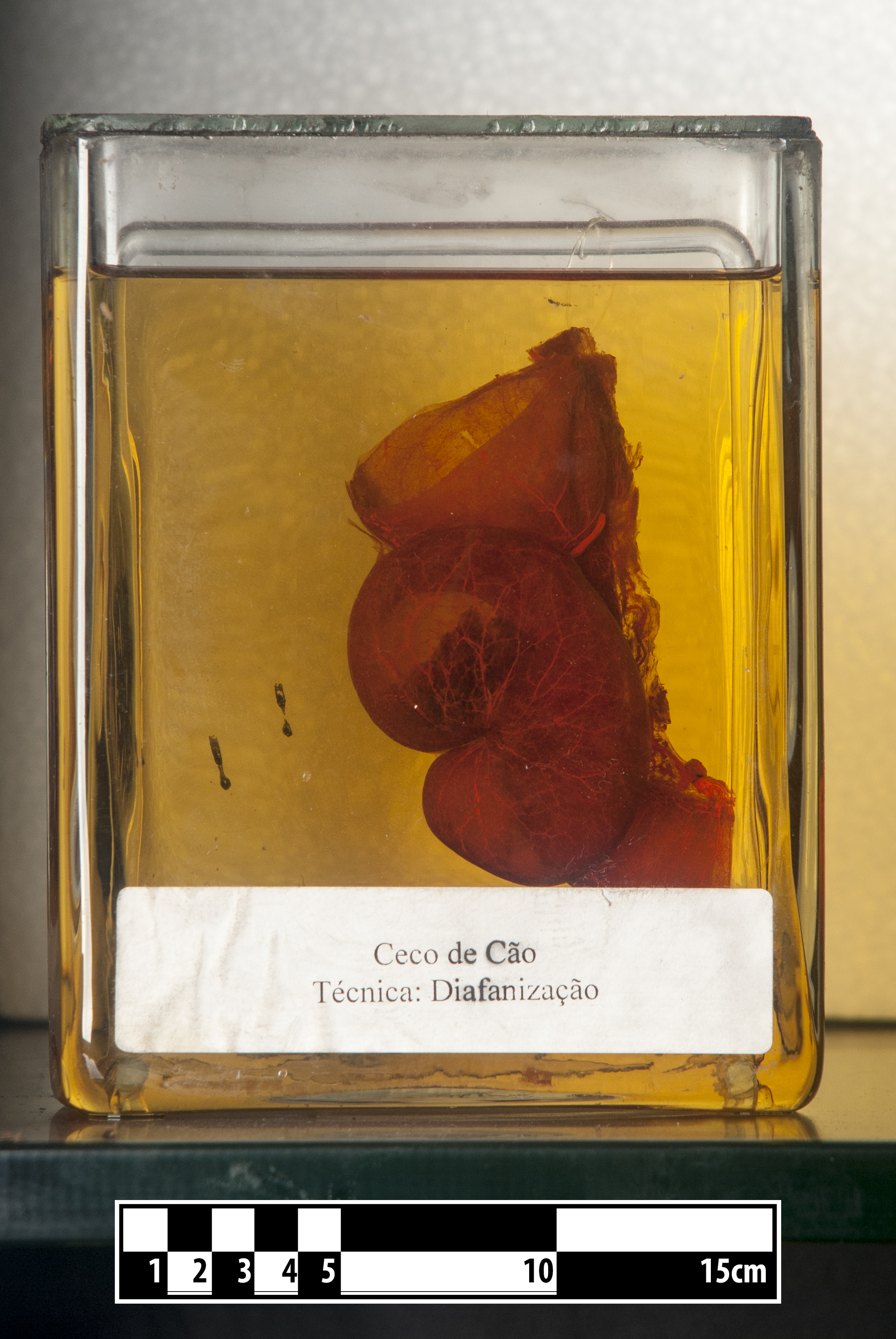
Cæcum.
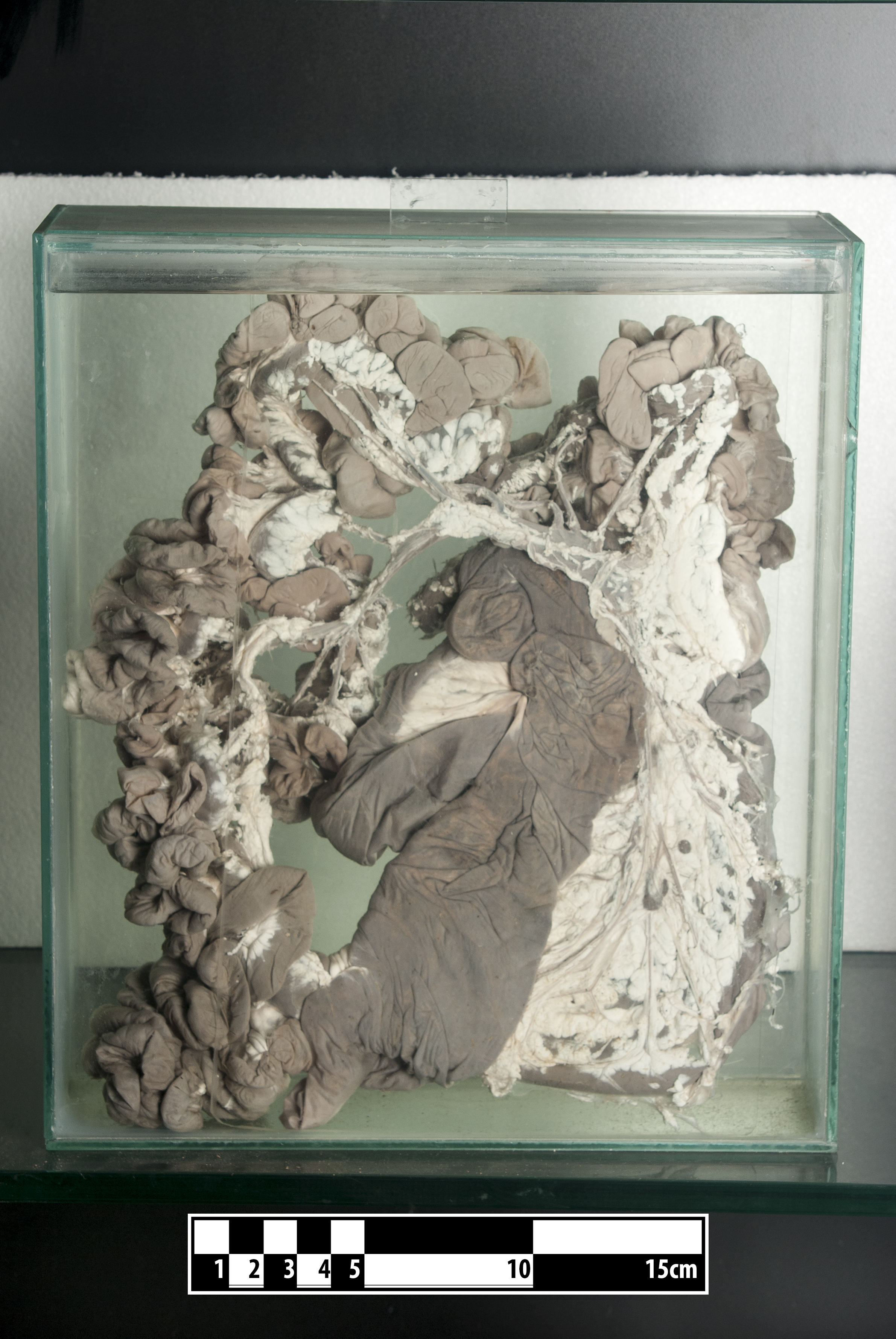
Tube digestif.
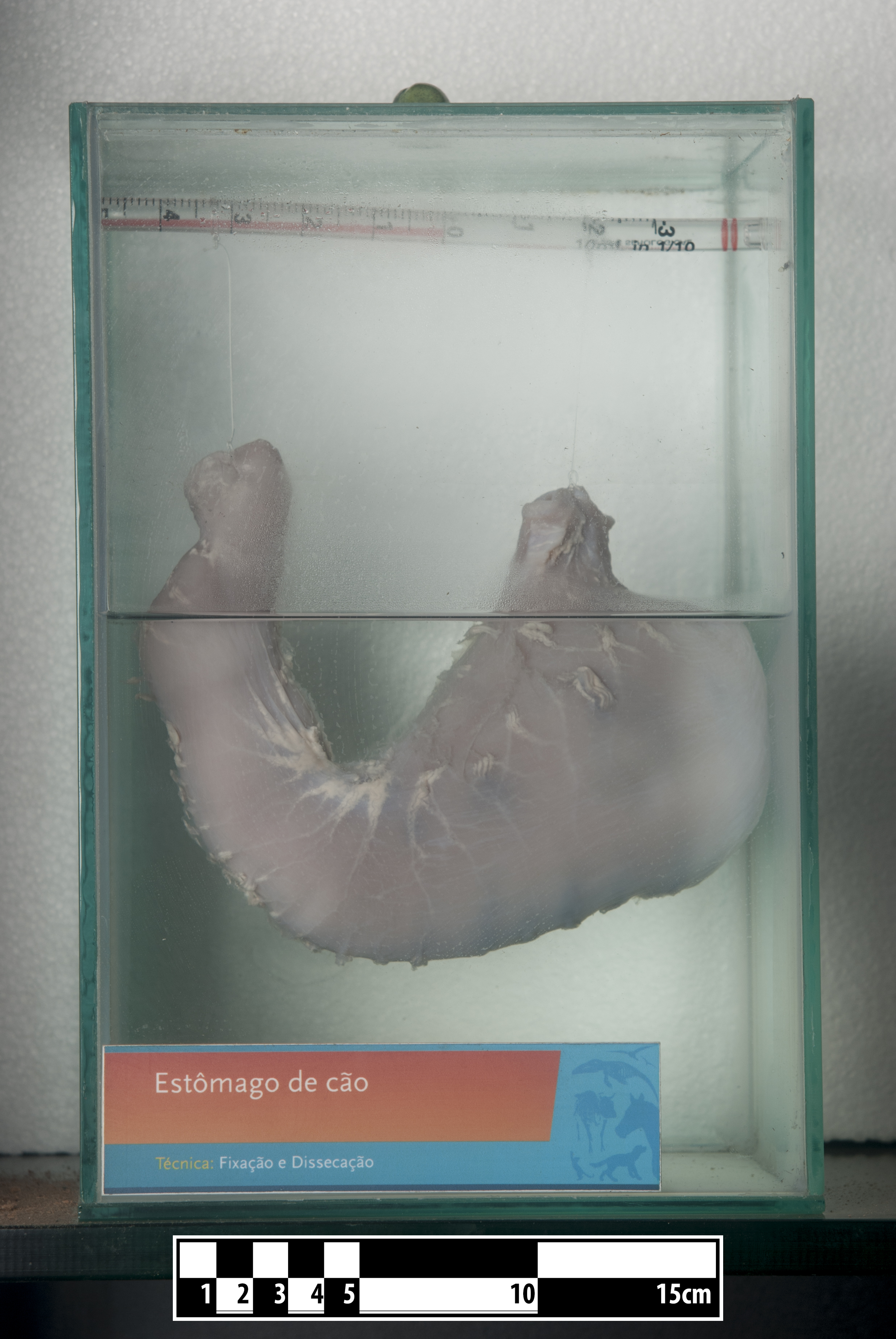
Estomac.
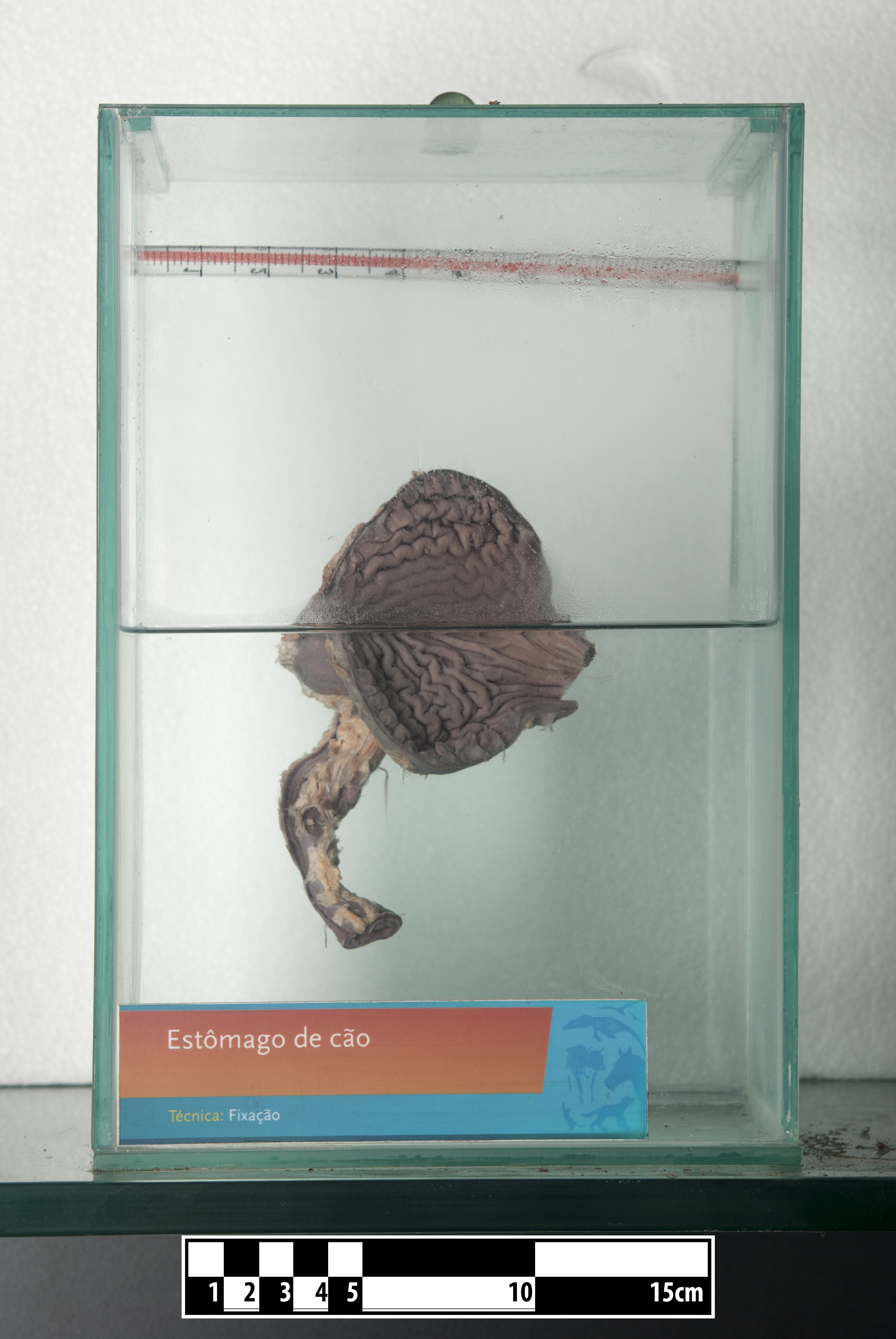
Estomac (ouvert, vue intérieure).
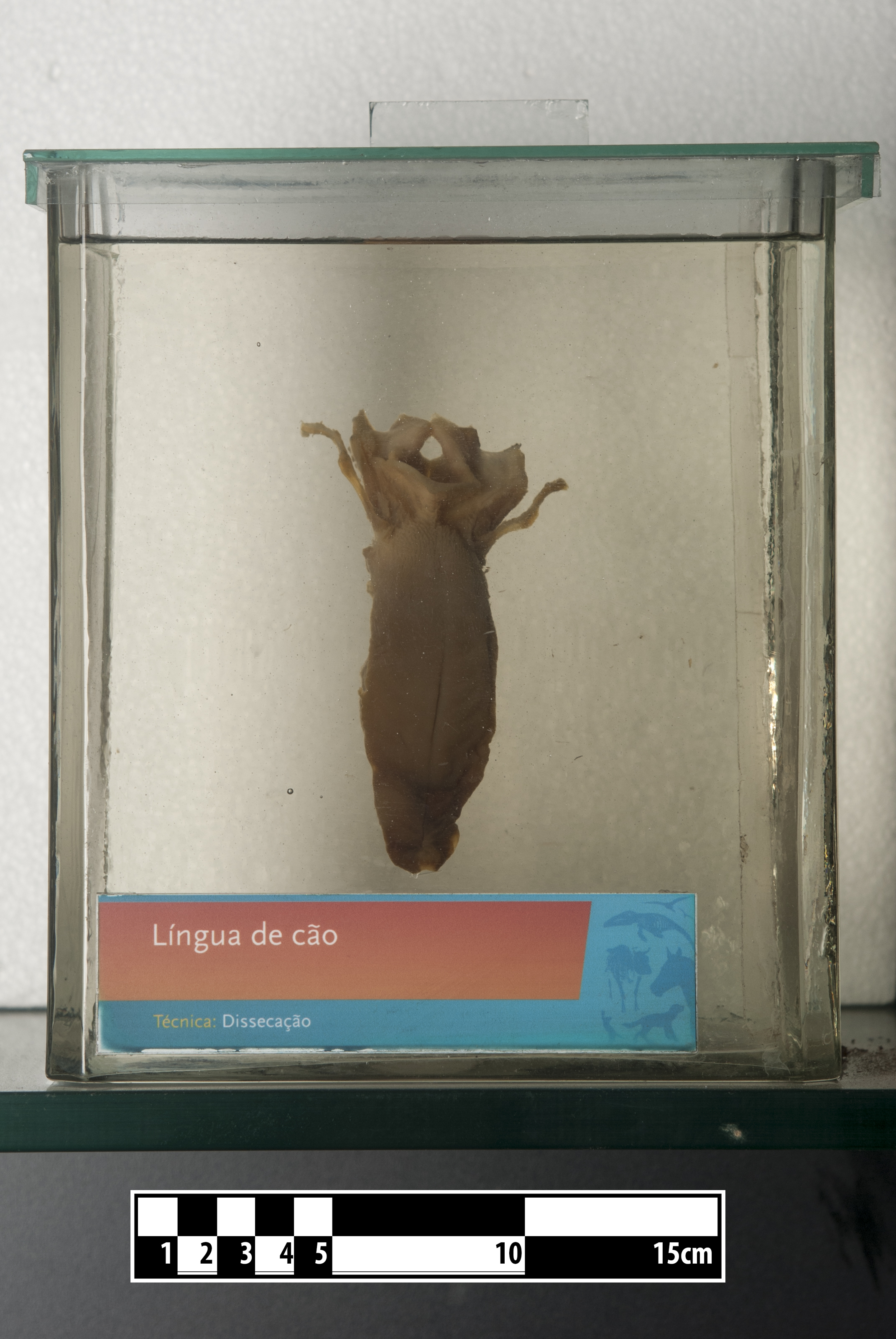
Technique de fixation du formol appliquée à la langue.
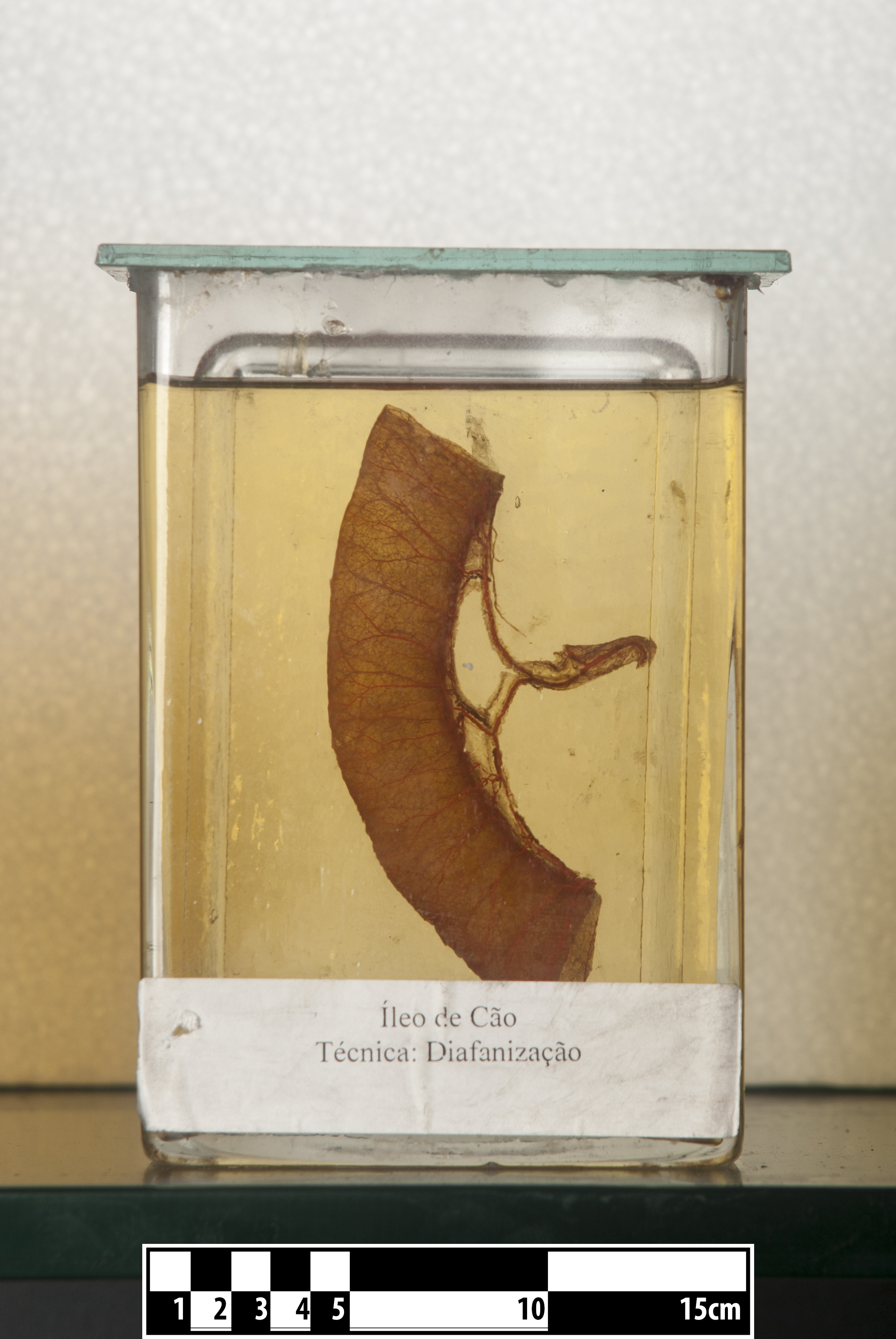
Iléon.
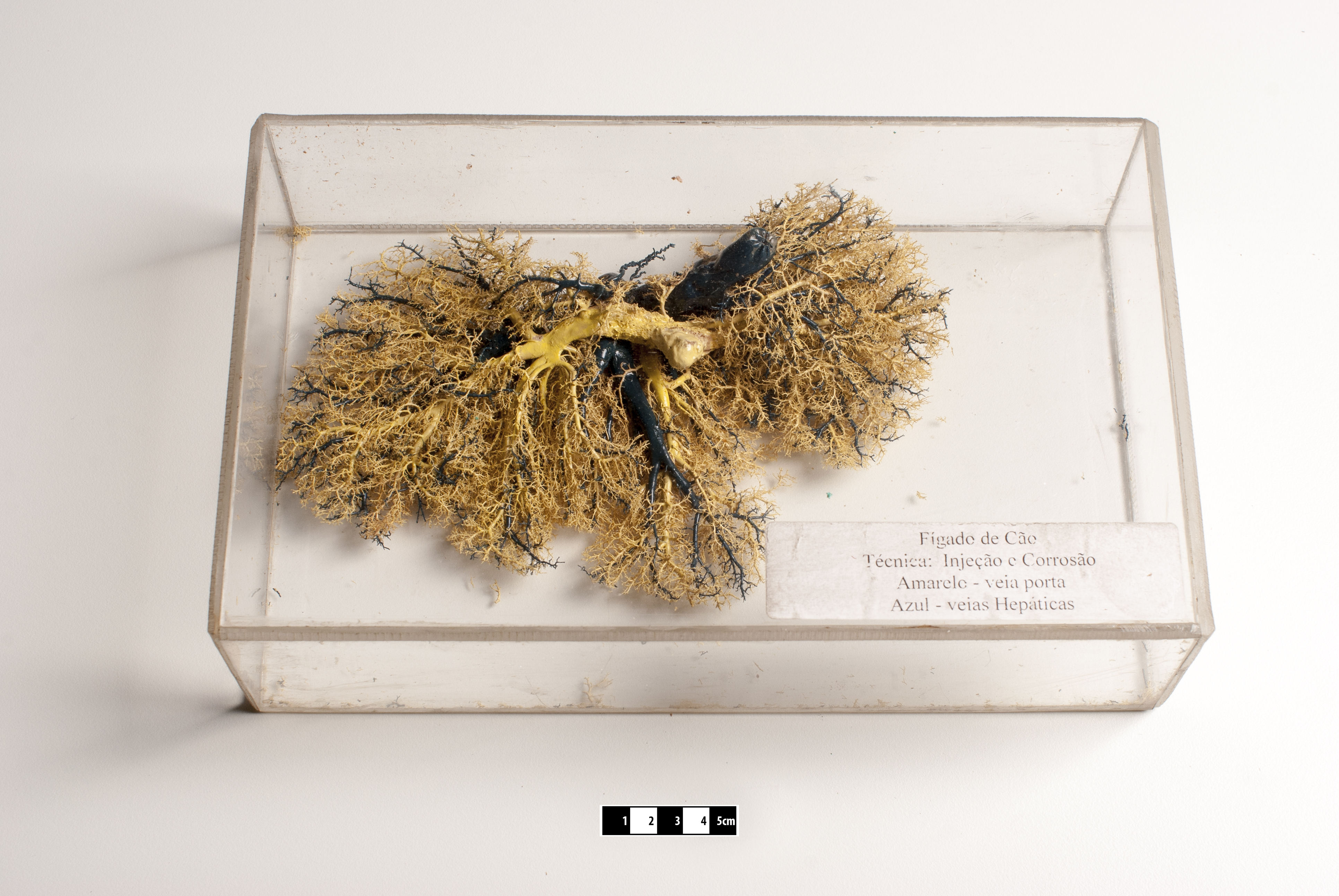
Structure vasculaire du foie.